# Aiê
Aiê (em iorubá: Àiyé ou Ayé) é uma palavra da língua iorubá que, na mitologia iorubá, é a Terra ou o mundo físico, paralelo ao Orum, mundo espiritual. Tudo que existe no Orum coexiste no Aiê através da dupla existência descrito na série de animação Òrun Àiyé.